# 屋部旺成
屋部 旺成（やぶ ひろせ、2003年2月15日 - ）は、ジャパンラグビーリーグワンのNECグリーンロケッツ東葛に所属するラグビーユニオン選手。

## 来歴
沖縄県立名護高等学校ラグビー部出身。高1（2017年12月）から高3（2019年12月）まで、花園（全国高等学校ラグビーフットボール大会）に3年連続出場した。高3では主将を務める。
高校卒業後は沖縄県名護市にあるやんばるラグビークラブに所属し、2024年1月に全国クラブラグビーフットボール大会に出場した。
2025年1月7日、NECグリーンロケッツ東葛への入団を発表した。選手登録は、ジャパンラグビーリーグワン2025-26シーズン（2025年12月以降開催）からの予定。